# کلاینشمالکالدن
کلاینشمالکالدن (به آلمانی: Kleinschmalkalden) یک روستا در آلمان است که در اشمالکالدن-ماینینگن، تورینگن واقع شده‌است. این منطقه در سال ۲۰۰۶، به شهر فلوه-زلیگنتال پیوت. کلاینشمالکالدن ۵۰۰ متر بالاتر از سطح دریا واقع شده‌است.